# Nephrotoma opacistriata
Nephrotoma opacistriata är en tvåvingeart som beskrevs av Alexander 1957. Nephrotoma opacistriata ingår i släktet Nephrotoma och familjen storharkrankar.
Artens utbredningsområde är Réunion. Inga underarter finns listade i Catalogue of Life.